# خط ۷ متروی سئول
خط ۷ متروی سئول (انگلیسی: Seoul Subway Line 7) یکی از خطوط متروی سئول است.
این خط که در سال ۱۹۹۶ تأسیس شده دارای ۵۱ ایستگاه و ۵۷٫۱ کیلومتر طول است. 

## نگارخانه

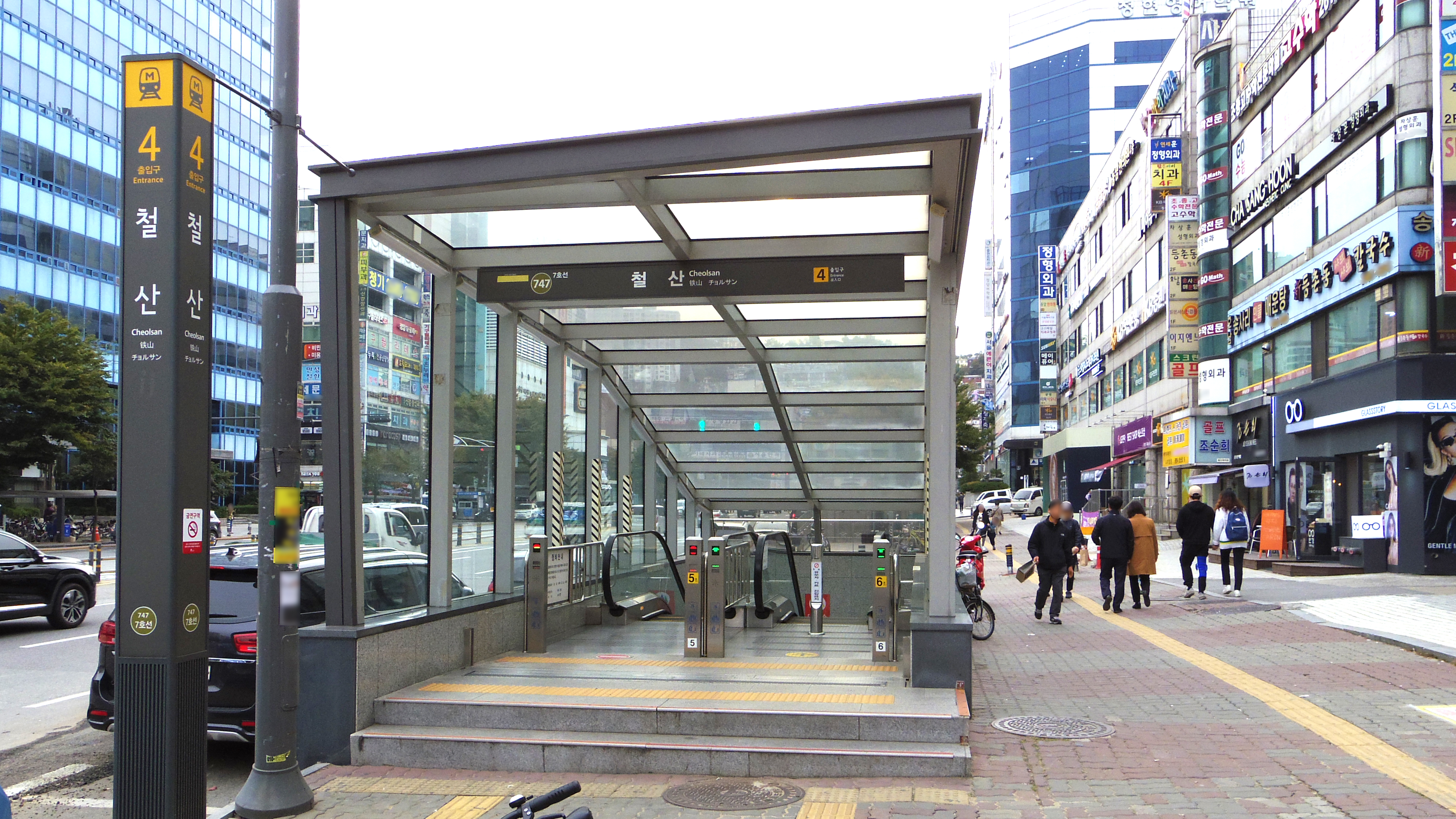
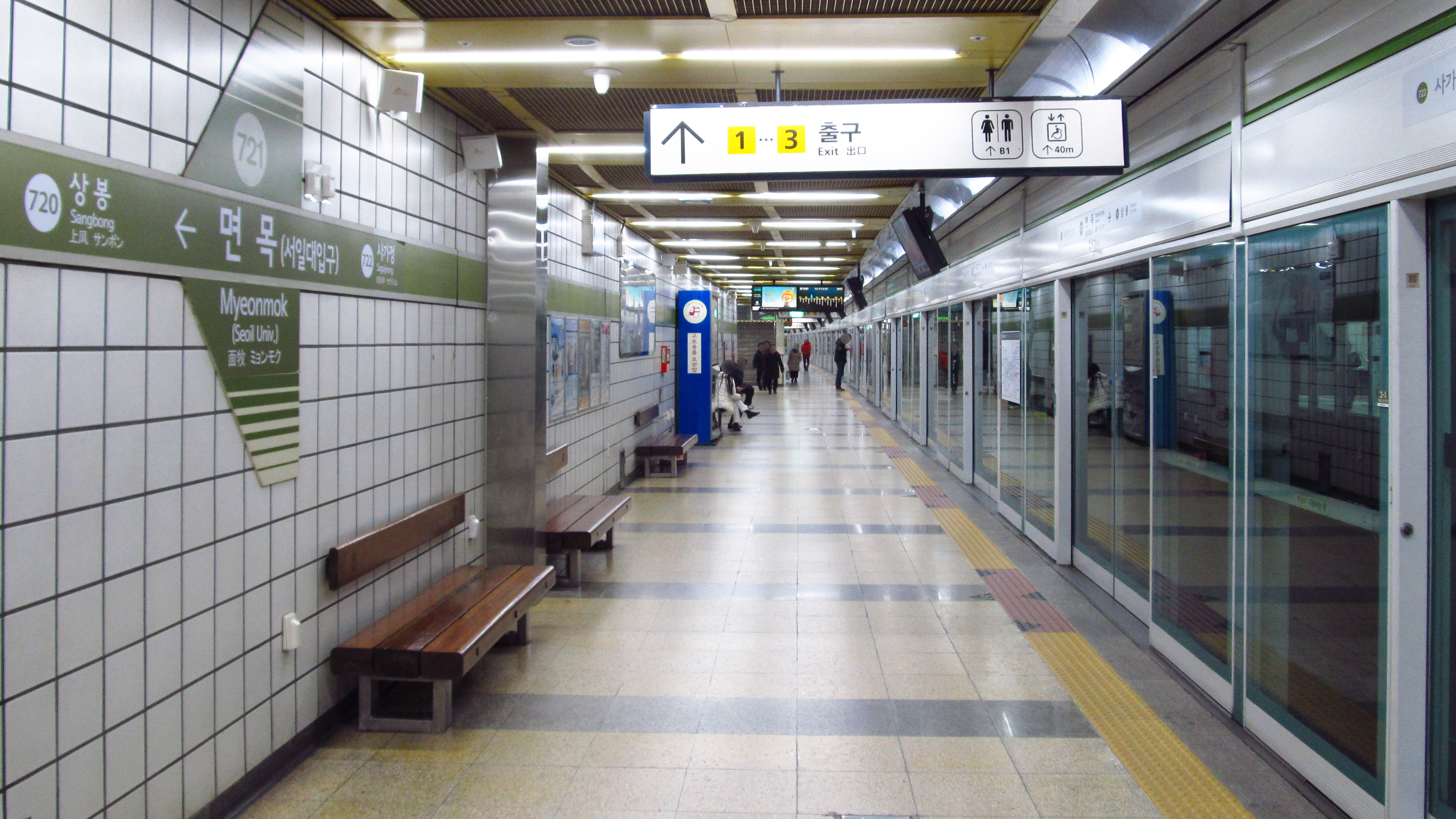
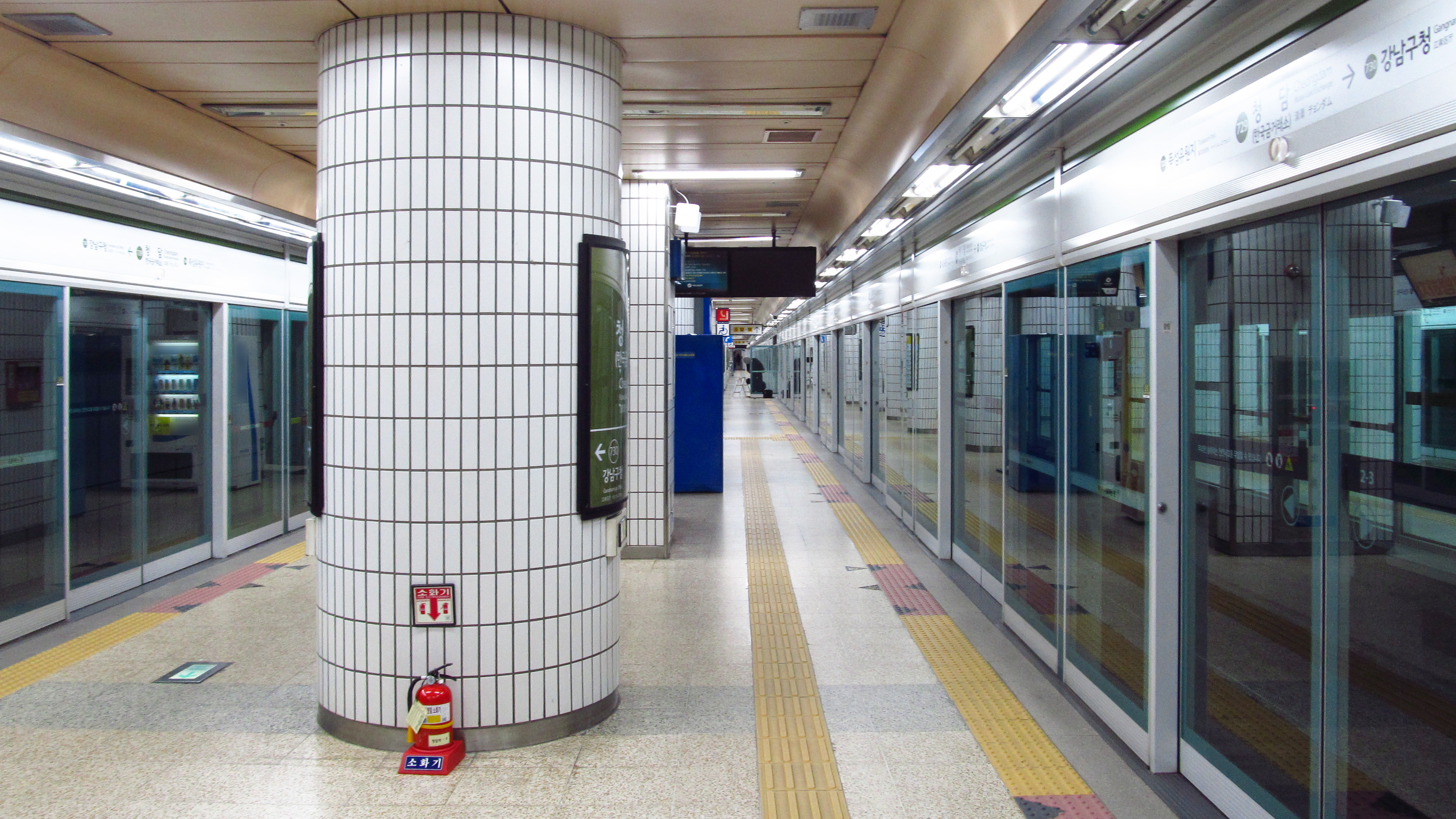
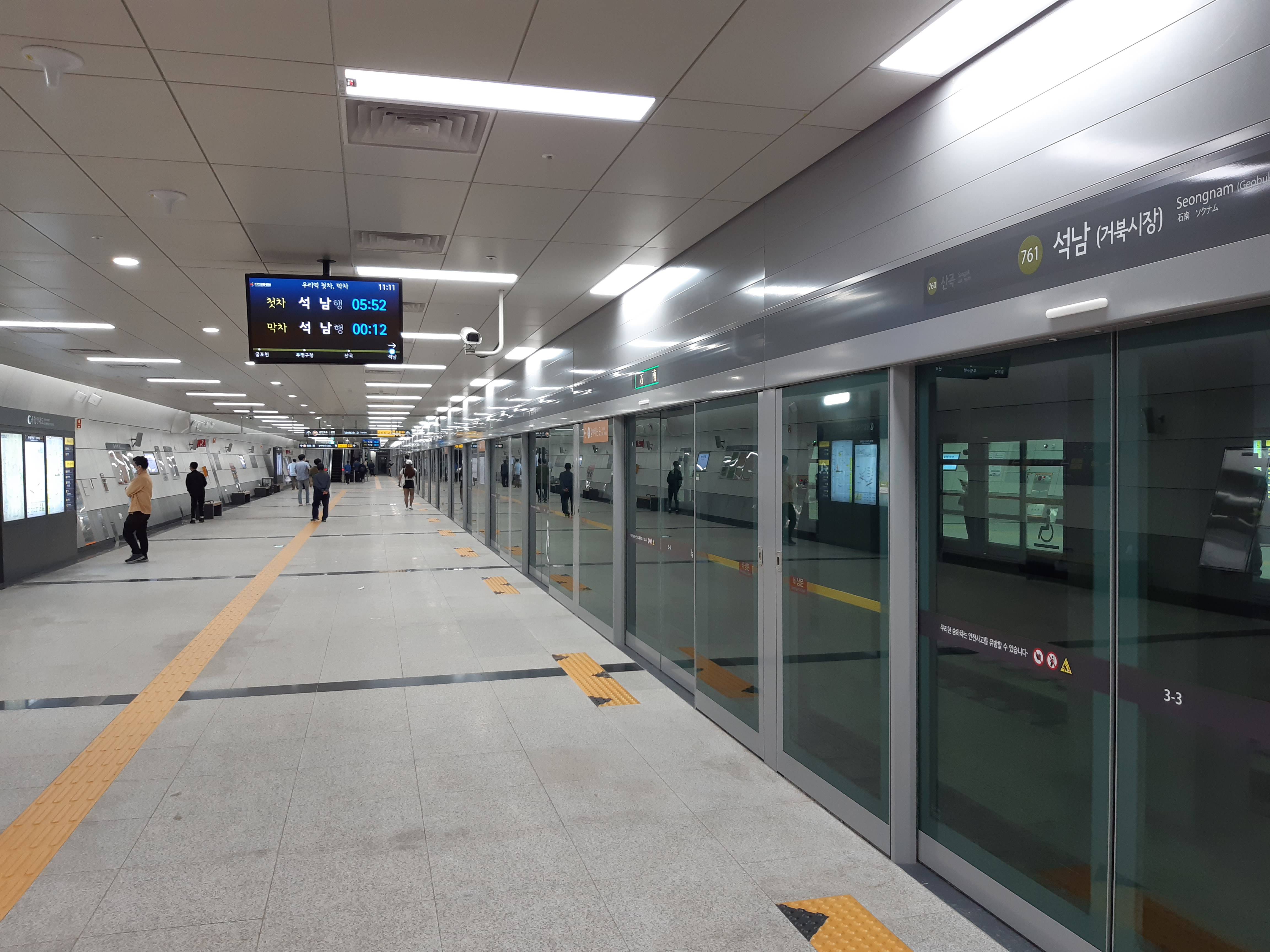